# Triacetato di glicerile
Il triacetato di glicerile (noto anche come triacetina) è l'estere dell'acido acetico e del glicerolo.
A temperatura ambiente si presenta come un liquido incolore dall'odore grasso.
Nell'industria alimentare trova impiego come umettante; è identificato dalla sigla E1518.